# Anton Georg von Clerici

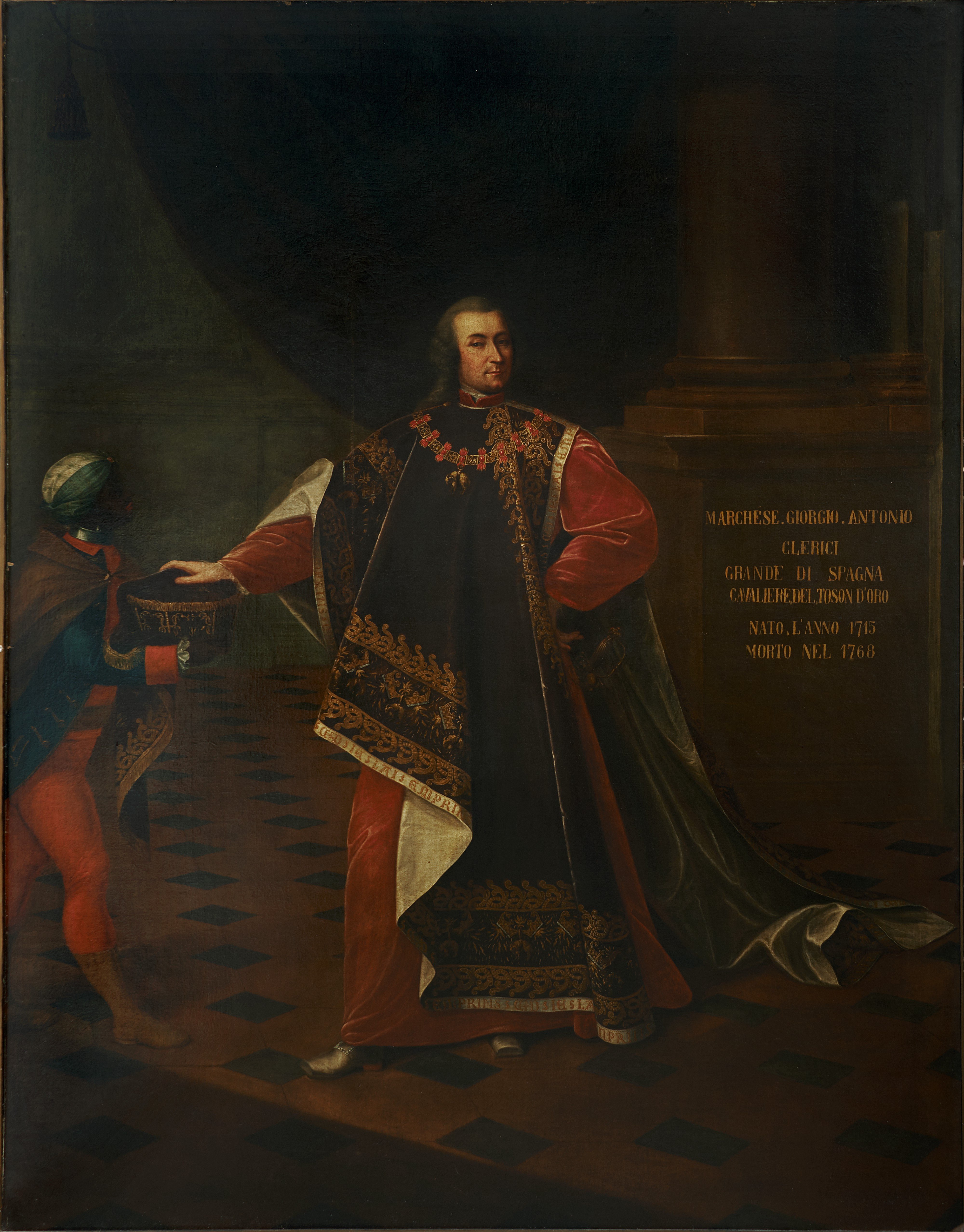
Anton Georg von Clerici (1715–1768) mit dem Orden vom Goldenen Vließ

Marquis Anton Georg von Clerici (di Cavenago) (* 4. November 1715 in Mailand; † 11. Juni 1768) war kaiserlich-königlicher Feldzeugmeister, Ritter des Ordens vom Goldenen Vließ sowie Grande von Spanien erster Klasse und wirklicher Geheimer Rat.

## Herkunft

Wappen der Familie Clerici

Er entstammte der einflussreichen mailändischen Familie Clerici: Carl Georg Clerici war Senatspräsident von Mailand und erhielt am 5. Februar 1716 die Würde eines Granden von Spanien. Anton Georg wurde 1739 in das Mailänder Patriziat aufgenommen und ihm, Don Antonio de Clerici, der mailändische Contetitel (Grafentitel) zuerkannt. Seine Eltern waren der Generalleutnant Karl Georg von Clerici (1696–1717), er starb 1717 in der Schlacht bei Belgrad,

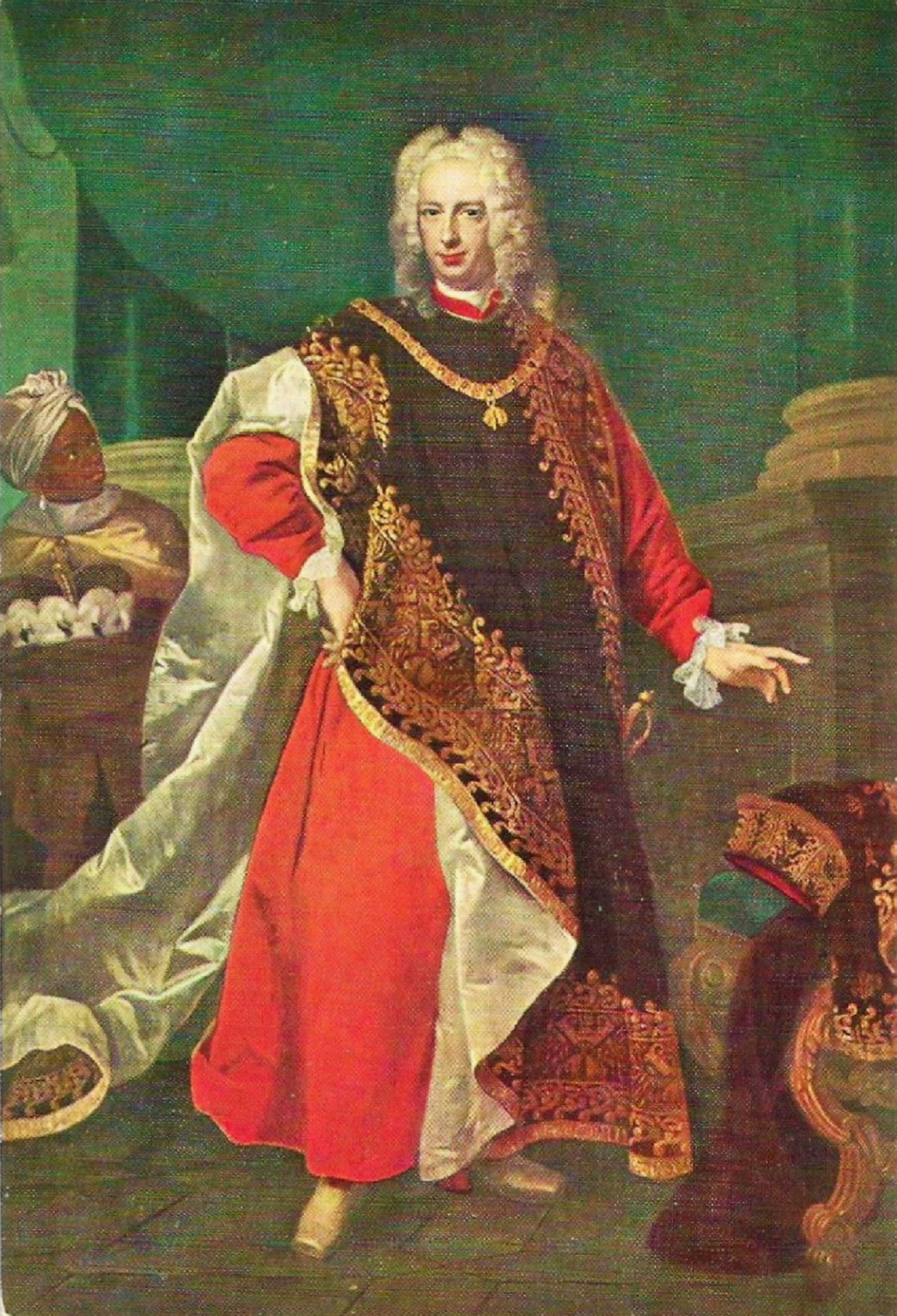
Anton Georgs Stiefvater, Fürst Antonio Tolomeo Gallio Trivulzio, im Ornat des Ordens vom Goldenen Vlies

und dessen Ehefrau Maria Archinto di Parona (1696–1762) aus einem alten lombardischen Geschlecht, Tochter des Mailänder Aristokraten und kaiserlichen Kammerherrn Carlo Archinto sowie Schwester des Kardinals Alberico Archinto, die, 1717 verwitwet, 1718 den Fürsten Antonio Ptolomeo Trivulzio (Antonio Tolomeo Gallio Trivulzio; 1692–1767) heiratete, Nachfolger des Fürsten Antonio Teodoro Trivulzio.

## Leben
Anton Georg de Clerici galt als einer der reichsten und mächtigsten Herren des Mailänder Adels; er nahm während des Österreichischen Erbfolgekriegs Partei für die Kaiserin Maria Theresia und errichtete auf eigene Kosten das Infanterieregiment No. 44. 1744 ernannte man ihn im Mailändischen zu dessen Inhaber, Oberst und Kommandeur. Es gelang ihm auch 400 Rekruten der spanischen Militzen (Miquelets) in Mailand in seine Sold zu nehmen. Schon kurze Zeit später konnte er sich im Gefecht bei Cuneo (Coni) auszeichnen und bereits am 10. Mai 1746 wurde er zum Generalfeldwachtmeister befördert.
Am 4. Oktober 1754 wurde ihm, Marchese Anton Clerici, der kaiserliche Geheime Ratstitel verliehen.
Im Jahr 1755 wurde er zum Feldmarschall-Lieutenant befördert. Während des Siebenjährigen Krieges erhielt er eine Division und nahm 1757 an der Schlacht bei Prag teil. Er erkannte die strategische Bedeutung des Bergs Tabor, den er besetzte und gegen die Angriffe der Preußen unter Mannstein verteidigte. Es gelang den Österreichern aber nicht weitere Verstärkung zu schicken. Der Feldmarschallleutnant Perroni fiel bei den Kämpfen, Clerici wurde schwer verwundet vom Berg gebracht und auch seine Division musste das Feld räumen.
In der Schlacht bei Breslau wurde er erneut verwundet.
Am 23. Februar 1758 erhielt er seine Beförderung zum Feldzeugmeister. Nach dem Tod von Papst Benedikt XIV. am 3. Mai 1758 wurde er als Sonderbotschafter nach Rom entsandt.
1759 wurde er als Ritter im Orden vom Goldenen Vließ aufgenommen (Nr. 755).
Zu seinen Hinterlassenschaften gehört der Palazzo Clerici, den er ab 1736 aufwändig umbauen ließ und einen großen Teil seines Vermögens verschlang.

## Familie
Clerici heiratete 1733 Fulvia Visconti, eine Tochter des Feldmarschalls Hannibal Visconti (1660–1747). 
„Fulvia Marchesa Clerici, nata Marchesa Visconti“ wurde am 3. Mai 1748 in den Sternkreuzorden aufgenommen. Ihre Mutter war Claudia, geb. Marchesa Erba Odescalchi. Fulvia starb 1777 als Gemahlin des Marchese Clerici, kaiserlichen Hofmarschalls („March. Antonio Clerici, Maresciallo imperiale“).
Das Paar hatte zwei Kinder:
- Claudia Katharina (1736–1822)[17] ⚭ 1752 Vitaliano Biglia, Graf von Saronno
- Maria († 1757)